# 英國體育
英國是許多世界性體育運動的發源地，包括英式足球、橄欖球、板球、籃網球、高爾夫球、網球、乒乓球、羽毛球、壁球、圓場棒球、曲棍球、拳擊、斯諾克、撞球、冰壺。在許多體育項目的起步階段，英格蘭、蘇格蘭、威爾士和愛爾蘭分別成立獨自的管理機構，這也使得現在在一些團體體育運動（如足球和橄欖球）和一些運動會（如英聯邦運動會）中，並沒有英國隊參賽，而是由英格蘭、蘇格蘭、威爾士、北愛爾蘭等各國家代表的獨自參賽。
現在在英國最受歡迎的體育運動包括足球、橄欖球、網球、板球、田徑、斯諾克、賽車、高爾夫等。

## 外部連結
- Association for Physical Education （页面存档备份，存于） Association for Physical Education afPE Official website